# Енчо Керязов
Енчо Керязов е световноизвестен цирков акробат и еквилибрист. Заместник-кмет е на община Ямбол от ноември 2019 г.

## Биография
Роден е на 15 октомври 1973 г. в Елхово. Майка му и баща му са учители. Започва да се занимава с акробатика на 6-годишна възраст. Завършва спортно училище.
Става майстор на спорта и влиза в националния отбор на България по акробатика. По-късно става цирков акробат и гастролира в Австрия, Германия, Финландия, Великобритания, Испания и други държави в Европа. След 2000 година започва самостоятелна кариера на еквилибрист.
Званието „Сребърен клоун“ от световния цирков фестивал в Монте Карло през 2007 г. му помага да подпише седемгодишен контракт с най-престижния цирк на Евросъюза – „Ронкали“; така става най-скъпо платения БГ цирков артист.
Основава фондация „Енчо Керязов“ (2010), която проследява развитието на млади таланти в България, като ежегодно присъжда и връчва награди. През 2021 година официално прекратява кариерата си след „повече от четирийсет години пред публика, и трийсет години на сцена“.
Участва като гост в журито на предаването „България търси талант“ през 2012 година.
По време на местните избори през 2019 г. подкрепя кандидата за кмет на Ямбол Валентин Реванcки.

## Фондация
През 2010 година Енчо Керязов учредява фондация на свое име, подпомагаща и награждаваща български таланти в сферата на изкуствата, спорта и образованието.
От петото издание на „Нощ на звездите“ през 2016 г. наградите на събитието стават национални.
През юли 2021 година наградите на фондацията се провеждат за десети път. Юбилейното издание „Нощ на звездите“ се осъществява на Античния театър в Пловдив заради пандемичната обстановка. Този път са наградени талантите на десетилетието. Сред тях е бъдещият сребърен медалист от параолимпийските игри в Токио Християн Стоянов.

## Признание
- Първа награда на фестивала „Диана и Херман Ренц“, Нидерландия, 2002 г.
- „Цирков артист на годината“, Нидерландия, 2002, 2004 г.
- Награда на публиката от фестивала „Диана и Херман Ренц“, Нидерландия, 2005 г.
- „Цирков артист на годината“, Германия, 2006 г.
- „Сребърна звезда“ от международния цирков фестивал в Гренобъл, Франция
- „Сребърен клоун“ на световния цирков фестивал в Монте Карло, 2007 г.[13]
- лице на австрийска пощенска марка с номинал 70 евроцента, 2011 г.
- вписан 356-и в енциклопедичното издание „1000 причини да се гордеем, че сме българи“
- „Почетен гражданин на Ямбол“ от 2011 г.[14]
- отличие „Златен век“ на Министерството на културата, по предложение на Съюза на артистите в България, за Деня на българската просвета и култура, 24 май 2012 г.
- „Сребърна мечка“ в Ижевск, столицата на Република Удмуртия в Русия, 2013 г.
- Приет в Галерията на легендите на Световното акробатично общество на церемония в Лас Вегас, 2016 г.
- Почетен знак на Президента на Република България за цялостния му принос към спорта и цирковото изкуство, 29 юни 2021 г.[15][16]